# إل كورييري دي تونيزي
إل كورييري دي تونيزي (Il Corriere di Tunisi) صحيفة نصف شهرية تونسية ناطقة بالإيطالية تصدرها منذ مارس 1956 دار فنزي للنشر. الصحيفة متاحة منذ مارس 2005 على شبكة الإنترنت.
عنوانها: 4 نهج روسيا، 1000 تونس

## روابط إضافية
- (بالإيطالية) موقع "إل كورييري دي تونيزي"